# Kékfejű gulyajáró
A kékfejű gulyajáró (Molothrus bonariensis) a madarak osztályának verébalakúak (Passeriformes) rendjébe, azon belül a csirögefélék (Icteridae) családjába tartozó faj.

## Rendszerezése
A fajt Johann Friedrich Gmelin német természettudós írta le 1789-ben, a Tanagra nembe Tanagra bonariensis néven.

## Alfajai
- Molothrus bonariensis bonariensis (Gmelin, 1789) - Brazília keleti és déli része, Kelet-Bolívia, Paraguay, Uruguay és Argentína. Chile területére betelepítették.
- Molothrus bonariensis cabanisii (Cassin, 1866) - Panama keleti része, Nyugat- és Délkelet-Kolumbia
- Molothrus bonariensis aequatorialis (Chapman, 1915) - Délnyugat-Kolumbia, Ecuador nyugati része
- Molothrus bonariensis occidentalis (Berlepsch & Stolzmann, 1892) - Ecuador délnyugati része és Nyugat-Peru
- Molothrus bonariensis venezuelensis (Stone, 1891) - Kelet-Kolumbia és Venezuela északi része
- Molothrus bonariensis minimus (Dalmas, 1900) - Florida, Kuba, Hispaniola, Puerto Rico, Kis-Antillák szigetei, Trinidad és Tobago, Guyana, Suriname, Francia Guyana és Brazília északi csücske
- Molothrus bonariensis riparius (Griscom & Greenway, 1937) - Kelet-Peru és az Amazonas-medence Brazíliában[2]

## Előfordulása
Főleg Dél-Amerikában fészkel, de a Karib-térségben, Közép-Amerikában és Észak-Amerika déli részén is előfordul. Természetes élőhelyei a szubtrópusi és trópusi síkvidéki esőerdők, lombhullató erdők,  füves puszták és cserjések, valamint szántóföldek és legelők. Vonuló faj.

## Megjelenése
Testhossza 17–21,5 centiméter, a hím testtömege 55,7 gramm, a tojóé 44,6 gramm.
|  |  |

## Életmódja
Rovarokkal és magvakkal táplálkozik.

## Szaporodása
Mint a többi gulyajáró, ez a faj is költésparazita, azaz a tojásait idegen madárfaj fészkébe rakja.
|  |  |

## Természetvédelmi helyzete
Az elterjedési területe rendkívül nagy, egyedszáma pedig növekszik. A Természetvédelmi Világszövetség Vörös listáján nem fenyegetett fajként szerepel.